# Angelo Camillo De Meis
Angelo Camillo De Meis (Bucchianico, 14 luglio 1817 – Bologna, 6 marzo 1891) è stato un patriota, filosofo, politico e medico italiano.

## Biografia
Figlio di Vincenzo, un medico aderente alla carboneria e di ideali mazziniani, nacque a Bucchianico, dove compì i primi studi; li proseguì presso il Regio collegio di Chieti e poi a Napoli, dove fu allievo dei letterati Basilio Puoti e Francesco De Sanctis, del filosofo Bertrando Spaventa e del medico Pietro Ramaglia. La madre, Giulia Carbone, era di distinta famiglia, affine a quella degli Spaventa poi divenuti amicissimi del De Meis. Si laureò in medicina teorico-pratica e nel 1841 divenne socio dell'Accademia degli Aspiranti naturalisti, di cui diventerà presidente nel 1848; fu poi medico aggiunto dell'Ospedale degli Incurabili e aprì una scuola privata di grande successo, dove insegnò anatomia, patologia, fisiologia e scienze naturali. Fu poi rettore del Collegio Medico di Napoli.
Dopo la promulgazione della costituzione nel Regno di Napoli venne eletto deputato per la circoscrizione Abruzzo Citra; sostenne la protesta di Pasquale Stanislao Mancini contro la repressione operata dalle truppe borboniche contro i manifestanti del 15 maggio e l'accusa di tradimento al re.
Fu quindi costretto all'esilio; dopo un soggiorno a Genova e a Torino, si stabilì a Parigi. Esercitò gratuitamente la professione di medico per gli esuli e gli emigrati italiani; insegnò antropologia all'università ed entrò in contatto con il mondo scientifico parigino, diventando assistente del fisiologo Claude Bernard e ottenendo da Armand Trousseau l'incarico di insegnare semeiotica medica. Strinse anche un proficuo rapporto con il filosofo Victor Cousin. Rientrò in Italia nel 1853, prima a Torino e poi a Modena, dove insegnò fisiologia all'Università.
Tornò a Napoli nel 1860 e divenne assistente di Francesco De Sanctis, ministro dell'istruzione nel governo provvisorio, e venne eletto membro straordinario del Consiglio Superiore della Pubblica istruzione.
Fu deputato al Parlamento del Regno d'Italia dal 1861 al 1867, sedendo tra i ministeriali.

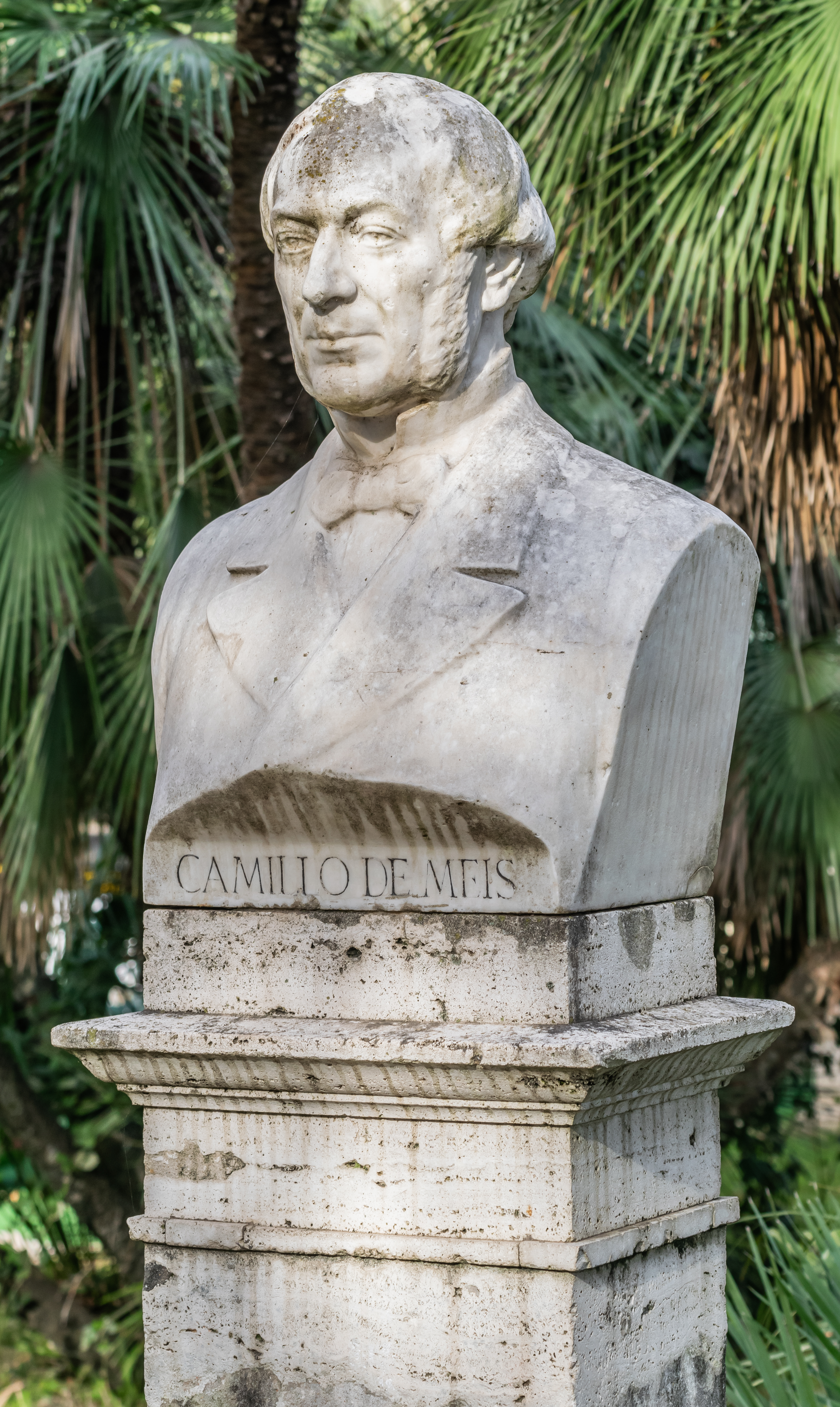
Busto di Angelo Camillo De Meis al Pincio (Roma)

Non si sa né dove né quando fu iniziato in Massoneria; è certo tuttavia che nel 1867 fu membro della Loggia Felsinea di Bologna.
Dal 1863 fu professore di Storia della medicina presso l'Università di Bologna, dove morì nel 1891.

### Pensiero scientifico-filosofico
Il suo naturalismo lo spinse a cercare un fondamento filosofico-spirituale alle scienze della natura, che egli trovò nell'idealismo di Hegel.
De Meis recepì in particolare la dottrina della Naturphilosophie tedesca, avanzando anche alcune critiche verso quella di matrice hegeliana, e conciliandola con l'esercizio della sua professione medica, che egli basava su una concezione vivente della natura, come spirito che si determina nella materia in modi sempre più complessi.
Fu anche amico intimo e collega del filosofo Pietro Siciliani, del quale condivise in parte la speculazione intorno al positivismo.

### Fama postuma
Venne citato, di passaggio, nel romanzo di Luigi Pirandello Il fu Mattia Pascal.
A De Meis fu intitolata la Biblioteca provinciale di Chieti nel nuovo palazzo costruito nel 1936. Presso il parco del Pincio a Roma gli è dedicato un busto, ed uno simile anche nella villa comunale di Chieti. A lui è intitolata una strada del Comune di Napoli.

## Pensiero scientifico e filosofico
L’impostazione di Angelo Camillo De Meis è chiamata ideorealismo in quanto rappresenta il tentativo di integrare l’idealismo di matrice hegeliana arricchito della tradizione napoletana vichiano-illuministico-cuochiana con la formazione e l’esercizio della professione medica.
Risulta evidente l'importanza attribuita da De Meis all’approccio teoretico in ambito scientifico. Il lavoro di De Meis è stato tuttavia oggetto di svariate critiche sia per l’insistenza del suo autore sulla validità della filosofia hegeliana per la ricerca scientifica che per la scarsa solidità delle basi filosofiche. Al contrario, critici come Romano Pasi hanno espresso apprezzamento per l’opera di De Meis considerata fondamentale per l’affermarsi nell’Università di Bologna di quella corrente che Pasi indica come “materialismo critico”, che ha preparato il clima culturale per l’avvento del materialismo storico di Antonio Labriola.

### Idea e Fatto
Secondo l’impostazione di Angelo Camillo De Meis tutto ciò che esiste nel mondo fisico ha una matrice ideale per cui «il fatto ci è misura dell’idea e l’idea del fatto», con la conseguenza che l’idea senza il fatto è «un puro nome, un’ombra vana e senza realità», mentre il fatto senza l’idea è anch'esso un’astrazione, «è una veste senza la viva persona, un corpo senza l’anima».
La relazione esistente tra il fatto e l'idea in fisiologia medica viene riproposta come rapporto tra l’organo e la sua funzione: «non vi sono due principi, ma uno; non v’è una funzione e un organo; la funzione è la vita e la sostanza dell’organo, ed è lo stesso organo». La vita è dunque funzione, e più precisamente il risultato dall’armonica interrelazione tra le funzioni degli organi; tuttavia, se l’individuo non è vivo non può avvenire neppure lo sviluppo degli organi per cui la vita è condizione per l’organogenesi nell’embrione: «la funzione crea l’organo e l’organo ricrea ed esegue la funzione».
Questa interdipendenza di fatto e idea implica che la realtà, prima di tutto quella naturale, non possa essere considerata disgiuntamente dalla sua componente ideale, razionale, intesa sia come legge di natura, che come forza propulsiva dello sviluppo naturale: la natura ha «in sé il principio e l’energia della sua progressiva determinazione» e il suo sviluppo è un processo che «ha il suo principio non fuori ma dentro di se stesso; quello che è a sé il suo principio e la sua ragione».
Nell’ideorealismo demeisiano non è dunque possibile considerare l’elemento naturale senza la sua componente ideale, ma non è neppure concepibile l’idea pura se non in una dimensione concreta; tale impostazione è alla base della valutazione secondo cui il lavoro di De Meis «rappresenta ancor oggi lo sforzo più grande che un pensatore italiano di parte idealista abbia fatto per comprendere la materia senza immediatamente vanificarla come manifestazione dell’idea assoluta». Tra i suoi contemporanei, Francesco Fiorentino sosteneva che «positivista nel buon senso della parola, vale a dire in quanto esige l’accordo dell’Ideorealismo con gli studi sperimentali, chiamerei solo tra noi Camillo De Meis».

### Pensiero ed Essere
Il rapporto tra idea e fatto può essere ulteriormente indagato ricorrendo alla più esaustiva relazione tra pensiero ed essere. L’essere è relativo all’esistenza fisica, naturale, al fatto, ma anche al pensiero, all’idea, in quanto il principio razionale è effettivamente interno alla natura e rappresenta il motore dello sviluppo di tutto ciò che esiste: «il pensiero è il fondamento e il tetto, e sì la travatura dell’edifizio della natura» . Le leggi di natura sono dunque proprietà dei fatti naturali e, assieme alla forza creatrice, sono espressione della razionalità in natura che si manifesta anche come pensiero umano, per cui al termine dello sviluppo naturale «il pensiero è distinto in spettacolo e spettatore. È spettacolo in quanto egli è l’essere che si muove; ed è spettatore in quanto che lo seconda nel suo movimento, ma non vi si mescola altrimenti come pensiero». Se l'uomo è pensiero consapevole capace di comprendere la natura, quindi nel ruolo di "spettatore", allo stesso tempo è parte integrante della natura, partecipa dello "spettacolo", anzi, è il fine e la realizzazione del progetto razionale presente in natura: «Ipse fecit nos; questa è vecchia. Ipsi fecimus nos, questo è il nuovo tempo, la scienza nuova, il vero secolo decimonono». La storia naturale rappresenta dunque la storia evolutiva dell'uomo sulla terra, il processo del pensiero che da legge e forza creatrice della natura diviene pensiero umano evidenziando come alla base della realtà vi sia un unico pensiero, cioè il pensiero divino che è «il sole che feconda di lontano l’ovulo non ancora diviso, principio immediato, indivisamente femminino e mascolino. L’essere è l’ovulo dell’universo; il sole è il pensiero, ed è lo stesso ovulo».
Da queste premesse consegue l'impossibilità che in natura vi sia una componente accidentale intesa come pura casualità, caos, perché anche l'elemento accidentale deve rispondere alle dinamiche razionali di causa-effetto e costituire parte essenziale per la realizzazione del progetto naturale; nell'evoluzione naturale il passaggio da una specie alla successiva avviene necessariamente secondo criteri razionali per mezzo dell'accidente: «ogni tipo vivente è già idealmente quello che dee succedergli, ma non basta a crearlo, a produrlo realmente nella natura, senza il concorso di cause accidentali e d’esterni influssi». L’esigenza di salvaguardare tale prospettiva spinge De Meis a considerare che l’acquisizione, in risposta agli stimoli dell'ambiente, di caratteristiche ereditabili all’interno di una popolazione avviene secondo le modalità indicate da Lamarck e non secondo quanto sostenuto da Darwin, poiché nel primo «vi è una variabilità funzionale, accomodativa, e però piena di ragione, laddove in Darwin è una variabilità vuota, cieca, sorda, muta, e senza punto ragione». La scelta di De Meis è comprensibile considerando che solo agli inizi del 1900 è avvenuta la rivalutazione del lavoro di Gregor Johann Mendel Versuche über Pflanzen-Hybriden a seguito delle indagini condotte da Hugo de Vries, Carl Correns e Erich von Tschermak, e che è stata poi effettuata la conciliazione tra le ricerche di Mendel e quelle Darwin ad opera di Ronald Aylmer Fisher.

### A priori e A posteriori
La realtà è irriducibile al solo sviluppo di eventi naturali secondo un ordine ideale preesistente perché la forza creatrice della natura esplica la sua azione per mezzo dell'accidente. Ciò significa che l'indagine scientifica non può poggiare esclusivamente su un procedimento razionale a priori, sebbene l’assenza di un tale metodo d’indagine sia responsabile, secondo De Meis, del carattere religioso della medicina antica, pur basata sull’osservazione diretta dei fenomeni. De Meis ritiene che il progressivo perfezionamento del metodo scientifico sia intimamente collegato all'evoluzione sociale, per cui «innanzi tutto bisogna convenire che non è possibile comprendere lo spirito della scienza odierna senza conoscere il tempo in cui viviamo» per riconoscere infine che «la filosofia della natura come la filosofia della storia e dello spirito in generale non saranno né il prodotto del metodo razionale né il prodotto del metodo empirico, ma sarà il prodotto di una intuizione comune che comprende l’uno e l’altro metodo, ed è unità dell’uno e dell’altro, e si avrà una scienza a priori ed a posteriori egualmente». La medicina, a cui De Meis attribuisce la funzione che Hegel aveva riservato alla filosofia, «si compone come ogni altra scienza, non di materia, non di individui, non d’accidenti, ma di verità più o meno generali, chiuse le une nelle altre, le men generali nelle più generali, le meno astratte nelle più astratte, le più rappresentative e naturali nelle più pure ed intellettuali; e tutte risultanti dalla esperienza, dall’osservazione, in una parola dai sensi; giacché niente vi è di più essenziale e di più assoluto che da noi si sappia direttamente, niente è che noi conosciamo per ispirazione o per immediata intuizione; quello che noi vediamo non è che la pura e bruta materia, e non è che il mezzo e la condizione di un più alto vedere: è la riflessione, è il pensiero che ci rivela le verità generali d’ogni specie che fanno la scienza; la scienza non è che l’esperienza pensata. Se dunque la scienza non si compone che di verità generali, e se queste hanno tutte origine nell’esperienza, non parliamo più di materialismo, se non vogliamo che sia tutto materialismo».
Sebbene l’obiettivo di De Meis fosse quello di attuare una revisione della sola filosofia della natura hegeliana, in quanto «lo stesso Hegel ha fatto una filosofia della natura, la quale però, conviene pur dirlo, è la meno riuscita tra tutte le parti della sua meravigliosa enciclopedia», ne è risultata un’impostazione originale che ha esercitato una significativa influenza sull’ambiente scientifico bolognese, nella cui università De Meis ha lavorato per vent’otto anni dal 1863 fino alla morte, contribuendo, insieme al lavoro di scienziati come Murri, Righi e Ciamician, all’affermarsi di un materialismo che Pasi definisce “critico”; secondo Pasi, infatti, «il “materialismo critico” è la corrente ideologica che forse non avremo mai avuto senza l’insegnamento filosofico del De Meis, il quale, a nostro avviso, è insieme a Spaventa e De Sanctis, il pensatore idealista che, più di ogni altro, spinse innanzi la sua ricerca intellettuale per giungere al vero e al concreto».

### Generale e Particolare
La materia è intesa da De Meis come la componente elementare della natura e inizio del processo naturale, per cui «più addietro di questo non si può andare; noi siamo arrivati al muro; a un muro saldo, incrollabile, assolutamente insuperabile. La materia è questo muro; essa è proprio proprio il primo». In quanto componente elementare della natura, la materia è essere, tuttavia è ancora assolutamente indeterminata, non ha ancora raggiunto la sua compiuta espressione, per cui, secondo De Meis, quel “non” rappresenta la negazione che «scopre la pura indeterminazione dell’essere, ed espone la sua determinabilità, rappresenta ed esprime la energica possibilità di tutte le determinazioni». Se il non essere ancora la propria compiuta espressione è indice di indeterminatezza, il progressivo determinarsi significa acquisire una forma specifica, trasformare una semplice possibilità in realtà effettiva, quindi anche negare sviluppi alternativi, altre possibilità, per cui De Meis osserva: «quando io pongo, determino ed affermo un possibile, lo separo da tutto il resto, onde l’affermare è negare». La scienza, dunque, ha il compito di ripercorrere passo a passo l'evoluzione naturale, da prospettive generali, con una valenza più teorica, a conoscenze più particolari e concrete  al fine di ricomporre il percorso di evoluzione naturale, ovvero la storia della natura: «la scienza, quella vera s’intende, è la formula del mondo, che è quanto dire della storia, ed è dalla storia che la si ritrae. Se non che la storia, naturale o umana che sia, presa in un punto del suo corso, non è vera storia, e non rivela il suo significato», e quindi «quello che noi sappiamo immediatamente, empiricamente, diviso in pezzi e sparso in frammenti, noi nella storia non facciamo che risaperlo, ma lo risappiamo come tutto, come uno, in una parola come sistema, che è quanto dire come principio sviluppato». Da ciò consegue che «non c’è scienza senza coscienza, senza concetti e senza idee», per cui risulta maggiormente comprensibile il proposito di De Meis quando afferma: «verità particolare, voi siete già la verità generale; ma che vi giova se l’ignorate?».